# Visagies goudmol
De visagies goudmol (Chrysochloris visagiei)  is een zoogdier uit de familie van de goudmollen (Chrysochloridae). De wetenschappelijke naam van de soort werd voor het eerst geldig gepubliceerd door Robert Broom in 1950.

## Voorkomen
De soort komt voor in Zuid-Afrika.